# Penetralia
Penetralia — дебютный студийный альбом шведской группы Hypocrisy, выпущенный в 1992 году на лейбле Nuclear Blast. Художник обложки Дэн Сигрэйв. Переиздание альбома в формате диджипак было дополнено двумя бонусными песнями: «Life of Filth» (со сборника Death… Is Just the Beginning II) и «Lead by Satanism».

## Описание
После реализации второго демо молодой группе удалось заключить контракт с крупным немецким лейблом Nuclear Blast. Для записи полноценного диска существовавшее трио музыкантов, с приходом барабанщика Ларса Соке и гитариста Йонаса Ёстерберга, было расширено до формата квинтета. Первое выступление в этом составе состоялось 6 июня 1992 года.
Записывали диск в Studio Rockshop, сам Петер занимался сведением и выступил продюсером дебютника. Стилистически работа представляла собой брутальный дэт-метал флоридской школы, с гитарным хаосом и бескомпромиссным богохульным содержимым текстов.

## Список композиций
Все тексты написаны Массе Броберг, вся музыка написана Hypocrisy.
| №                   | Название              | Длительность |
| ------------------- | --------------------- | ------------ |
| 1.                  | «Impotent God»        | 3:49         |
| 2.                  | «Suffering Souls»     | 3:27         |
| 3.                  | «Nightmare»           | 4:29         |
| 4.                  | «Jesus Fall»          | 3:28         |
| 5.                  | «God is a Lie»        | 2:59         |
| 6.                  | «Left to Rot»         | 3:34         |
| 7.                  | «Burn by the Cross»   | 4:47         |
| 8.                  | «To Escape is to Die» | 3:54         |
| 9.                  | «Take the Throne»     | 5:21         |
| 10.                 | «Penetralia»          | 6:34         |
| Общая длительность: | Общая длительность:   | 42:22        |

| №                   | Название            | Длительность |
| ------------------- | ------------------- | ------------ |
| 11.                 | «Life of Filth»     | 3:56         |
| 12.                 | «Lead by Satanism»  | 5:16         |
| Общая длительность: | Общая длительность: | 51:32        |

## Участники записи
- Петер Тэгтгрен − гитара, ударные на 1-3, 5-8, вокал на 10, клавишные на 10
- Микаэль Хэдлунд − бас
- Ларс Соке − ударные на 4, 9, 10
- Массе Броберг — вокал
- Йонас Ёстерберг — гитара